# J. Johnston Pettigrew
James Johnston Pettigrew (4. juli 1828 – 17. juli 1863) var en forfatter, advokat, sprogkyndig, diplomat og konfødereret general i den amerikanske borgerkrig. Han var en af anførerne i det katastrofale Pickett's Charge og blev dræbt nogle få dage efter Slaget ved Gettysburg under den konfødererede retræte til Virginia.

## Tidlige år
Johnston Pettigrew var barn af Ebenezer og Ann Sheppard Pettigrew i Tyrell County, North Carolina. Hans far var ud af en velhavende familie af franske huguenotter Hans mor og unionsgeneralen John Gibbons mor var kusiner, hvilket gjorde Gibbon og Pettigrew til grandfætre. Pettigrew blev optaget på University of North Carolina at Chapel Hill i en alder af 15. Han udmærkede sig i matematik og klassiske sprog og var medlem af det filantropiske selskab. Han ledede også sin årgang i fægtning og boksning. Han fik ros for sine præstationer af præsident James K. Polk, som udnævnte ham til lektor ved United States Naval Observatory. Han studerede derpå jura i Baltimore og blev optaget i sin onkels virksomhed i Charleston, South Carolina, efterfulgt af en rejse til Tyskland for at studere civilret. Han rejste rundt i Europa i syv år, hvor han lærte at tale og skrive fransk, tysk, italiensk og spansk samt at læse græsk, hebræisk og arabisk. Han skrev en rejsebog, Notes on Spain and the Spaniards, og tilbragte en del tid i diplomatiet.
Da han kom tilbage til USA, blev Pettigrew valgt ind i den lovgivende forsamling i South Carolina i 1856. Trods hans evner inden for sprog og almen viden stræbte Pettigrew mod det militære som en måde at tjene sit land og sin nation på. I december 1860 gjorde han tjeneste som hjælper for guvernøren i South Carolina, og i april året efter deltog han i forhandlinger mellem guvernørens kontor, de militære myndigheder i South Carolina og kommandanten på Fort Sumter i Charlestons havn.

## Borgerkrigen
Da krigen brød ud, sluttede Pettigrew sig til Hampton Legion, en styrke som blev opstillet i South Carolina af Wade Hampton, som menig, selv om han snart accepterede en post som oberst for 1. South Carolina Rifles. Han vendte tilbage til North Carolina for at lede det 12. (senere omdøbt til 22.) North Carolina infanteriregiment. Både Jefferson Davis og general Joseph E. Johnston tilskyndede ham til at acceptere en højere post, men han afviste det, fordi han ikke havde militær erfaring. Da behovet for kvalificerede officerer i den konfødererede hær blev akut, blev den nye oberst beordret til Virginia for at modtage en forfremmelse til brigadegeneral den 26. februar 1862.
Da en ung slægtning anmodede om et "sikkert sted" ved Pettigrews stab svarede han: "De kan forsikre Dem om, at det mest usikre sted i brigaden er omkring mig. Lad ham for alt i verden slippe af med den ide om et sikkert sted, som han vil fortryde senere. Dér, hvor det er farligt, er dér, hvor man finder æren." Han stod ved sit ord.

### Peninsula-kampagnen
Under Peninsula kampagnen i sommeren 1862 blev Pettigrew alvorligt såret i Slaget ved Seven Pines. Han blev ramt af et Minié-projektil, som beskadigede hans hals, luftrør og skulder. Han var nær forblødt, og mens han lå såret, fik han endnu et skudsår i armen og blev stukket med en bajonet i det højre ben. Da han troede, at hans sår var dødelige, tillod Pettigrew ikke nogen af sine mænd at forlade deres post for at bære ham bagud. Han blev efterladt som død, men genvandt bevidstheden som krigsfange ved Unionen. Han blev udvekslet to måneder senere og overvandt sine sår. Han tilbragte efteråret 1862 med at lede en brigade i generalmajor Daniel Harvey Hills division omkring Richmond og vinteren med at lede en brigade i North Carolina og det sydlige Virginia. Han vendte tilbage til sin brigade fra North Carolina i tide til at kunne deltage i Gettysburg kampagnen i juni 1863.

### Gettysburg-kapagnen
Det konfødererede krigsministerium havde tildelt Pettigrews brigade til general Robert E. Lees Army of Northern Virginia, og Pettigrew rejste til Fredericksburg i Virginia for at slutte sig til hæren i slutningen af maj. Pettigrews brigade var en af de stærkeste i generalmajor Henry Heths division i generalløjtnant A.P. Hills 3. Korps. Med nye uniformer og bevæbnet med rifler fra statens militærdepoter gjorde hans regimenter en fin militær figur under marchen gennem Maryland og Pennsylvania. Nogle af hans regimentsofficerer var også medlemmer af North Carolinas aristokrati af plantageejere, herunder oberst Collett Leventhorpe, som ledede det 11. North Carolina regiment og den 21-årige Harry Burgwyn som ledede 26. North Carolina regiment, det største konfødererede regiment ved Gettysburg. Efter ikke at have været i alvorlige slag i næsten et år havde hans brigade en styrke på over 2.500 officerer og mænd.
Pettigrews brigade kæmpede mod Iron Brigade den 1. juli 1863 ved McPherson og Herbst farmene vest for Gettysburg, og alle hans fire regimenter led frygtelige tab – over 40% – men det lykkedes dem at drive Unionens styrker væk fra McPherson's Ridge. General Pettigrew overtog kommandoen over divisionen, efter at general Heth blev såret om eftermiddagen og forsøgte at reorganisere den hårdt ramte division under den følgende dags slag, mens de lå bag Seminary Ridge.

#### Pickett's Charge
Den 3. juli udvalgte Lee Pettigrews division til at marchere til venstre for generalmajor George E. Pickett i det berømte infanteriangreb, som blev kendt som Pickett's Charge.
Det var en fejl fra Lees side. Han forhørte sig ikke hos Pettigrew om, hvilken frygtelig tilstand divisionen var i.
Mens divisionen rykkede frem, blev den ramt af en morderisk ild. Pettigrews hest blev skudt væk under ham, og han fortsatte til fods. Da han var inden for en rækkevidde på under 100 meter fra stenmuren på Cemetery Ridge, hvoraf et stykke blev forsvaret af hans fætter John Gibbon, blev han alvorligt såret i armen af kardæsker. Trods sine store smerter blev Pettigrew ved sine tropper, indtil det var åbenlyst, at angrebet var slået fejl. Mens han holdt på sin blodige hånd, gik han tilbage til Seminary Ridge og mødte der general Lee. Pettigrew forsøgte at sige noget, men Lee, der så hans forfærdelige sår, talte først: "General, jeg er ked af at se, at De er såret. Gå bagud." Med en pinefuld militær hilsen sagde Pettigrew ingenting, men fortsatte bagud.

#### Falling Waters og død
General Pettigrew fortsatte med at lede divisionen under tilbagetoget til Potomac-floden, indtil Heth blev rask. De blev stoppet af den opsvulmede Potomac ved Falling Waters. Pettigrews brigade blev opstillet i en tætmasket forpostlinje på Maryland-siden og beskyttede vejen til flodovergangen. Unionskavaleri afprøvede Sydstaternes forsvar i løbet af natten i Slaget ved Williamsport mens Lees hær krydsede pontonbroerne over til West Virginia. Om morgenen den 14. juli var Pettigrews brigade en af de sidste konfødererede enheder, der stadig stod på nordsiden af Potomac, da unionstropper nærmede sig. Til fods og i frontlinjen styrede Pettigrew sine soldater, da han blev skudt af en kavalerist fra Michigan Brigaden på kort afstand. Kuglen ramte ham i maven, og han blev straks båret bagud og over Potomac, efter at have afslået at blive efterladt i hænderne på unionssoldaterne. Han døde tre dage senere i nærheden af Bunker Hill i West Virginia. Hans brigade, som havde haft tab på 56%, var blevet ødelagt som effektiv kampenhed.

## Arven
Tabet af Pettigrew var et stort følelsesmæssigt tab for hans familie, og der blev afholdt en officiel sørgedag for ham i North Carolina. Hans død påvirkede også Lee, som bemærkede: "Hæren har tabt en tapper soldat og Konføderationen en dygtig officer." General Pettigrews lig blev bragt tilbage til North Carolina og begravet på hans families ejendom, "Bonarva," som i dag er en del af Pettigrew State Park i Washington og Tyrrell Counties.
General James Johnston Pettigrew Camp #1401 af Sons of Confederate Veterans i Lenoir blev opkaldt efter den faldne general.

## På film
Pettigrew blev portrætteret af skuespilleren George Lazenby i filmen Gettysburg fra 1993.

## Yderligere læsning
- Gragg, Rod. Covered With Glory: The 26th North Carolina Infantry at Gettysburg, Harpercollins, 2000, ISBN 978-0-06-017445-3.
- Trescot, William Henry, Memorial of the life of J. Johnston Pettigrew: Brigadier General of the Confederate States Army, Joyner NC Rare, 1870.